# Carl Friedrich
Carl Joachim Friedrich (ur. 5 czerwca 1901 w Lipsku, zm. 19 września 1984 w Lexington) – amerykański politolog niemieckiego pochodzenia. Zajmował się m.in. historią prawa oraz badaniem totalitaryzmu. Wraz ze Zbigniewem Brzezińskim napisał Totalitarian Dictatorship and Autocracy.